# Michael Caelius
Michael Caelius, auch Michael Coelius (* 7. September 1492 in Döbeln; † 13. Dezember 1559 in Mansfeld) war ein deutscher lutherischer Theologe und Reformator.

## Leben und Wirken
Caelius wurde als Sohn eines Bäckermeisters in Döbeln geboren. Er immatrikulierte sich 1509 an der Universität Leipzig, wo er 1510 Baccalaureus wurde. 1512 übernahm er eine Lehrerstelle in seiner Heimatstadt und wurde 1516 Rektor der Lateinschule. 1518 wurde er als Pfarrer in Grimma und Rochlitz ordiniert.
Nach der Leipziger Disputation studierte er erneut, diesmal in Wittenberg und ging als Pfarrer nach Pensau in Böhmen. Als er von dort vertrieben wurde, empfahl ihn Martin Luther seinem Landesherrn. Caelius wurde 1525 Schlossprediger in Mansfeld und wurde dort 1542 Dekan.
Wie er 1530 Luthers Vater Hans beigestanden hatte, so war er auch als gräflicher Hofprediger Zeuge von Luthers Sterben in Eisleben. Dort hielt er ihm auch die Leichenpredigt. Luthers letzte Stunden beschrieb er zusammen mit Justus Jonas dem Älteren. 1548 wurde er Stadtpfarrer in Mansfeld.
Caelius galt als milder und friedliebender Mann. Nur mit Georg Witzel geriet er 1534 in Fragen von Abendmahl, Buße und guten Werken aneinander, verfasste auch eine Streitschrift „Neuer Irthum und Schwärmerei samt etlichen Lügen, so Georg Witzel gepredigt auf dem Schloss Mansfeld zur ersten Messe“ 1534. Gegen das Augsburger Interim und gegen jede Abweichung von Luthers Lehre war der sprichwörtliche Gnesiolutheraner gefeit. Zuletzt wirkte er zusammen mit Erasmus Sarcerius. Cyriacus Spangenberg gab seine Schriften mit einer Vorrede heraus.